# PALC
Plasma Adressed Liquid Crystal (Abkürzung PALC) ist eine Technologie für Flachbildschirme, die Elemente der Plasmabildschirme, der LCDs (Liquid Crystal Displays) und TFT-Displays enthält bzw. in sich vereint.
Bei PALC-Displays ist der zur Ansteuerung der Pixel beim TFT-Display nötige laterale Transistor durch einen Plasmaschalter ersetzt worden, mit dessen Hilfe eine elektrostatische Ladung in einer dünnen Glasscheibe deponiert wird, die ihrerseits die Flüssigkristalle der einzelnen Pixel eines LCD ausrichtet.
Der Plasmaschalter hat die Maße einer Zeile und schaltet zeilenweise alle Flüssigkristallzellen (Pixel) an die ihnen durch transparente vertikale Deckelektroden zugeführte Steuerspannung. Dieses Multiplexverfahren wird auch bei den anderen Flachbildschirm-Technologien angewandt, jedoch hat die Fertigung von PALC gegenüber LCD geringere Anforderungen an die Reinheit und Präzision. Pixeldefekte, die bei TFT-Displays Produktionsausschuss um 50 % verursachen, treten nicht auf.
PALC haben nicht die Probleme der Alterung und des Einbrennens von Plasmadisplays, da keine Leuchtstoffe verwendet werden – die Anzeige basiert wie diejenige der LCD auf der pixelweisen Farbfilterung und Dämpfung einer dahinter liegenden Lichtquelle (backlight) mittels Flüssigkristallen und Farb- und Polarisationsfiltern. PALC haben daher ähnlich geringe Stromaufnahmewerte wie LCD bzw. TFT.
Durch weitere Maßnahmen (ASM, axially aligned micro-cell mode) gelingt es, den bei LCD und TFT-Displays eingeschränkten Betrachtungswinkel auf 140° zu erhöhen.
In der PALC Technologie engagieren sich die Firmen Sharp und Sony etwa seit 1995. Philips hat sich inzwischen zurückgezogen und setzt auf die ZEUS-Displaytechnologie, eine Vakuumanzeige, die mit Elektronen und Leuchtstoffen arbeitet. PALC verwendet Lizenzen der Firma Tektronix.